# Skravelberget, Stockholm

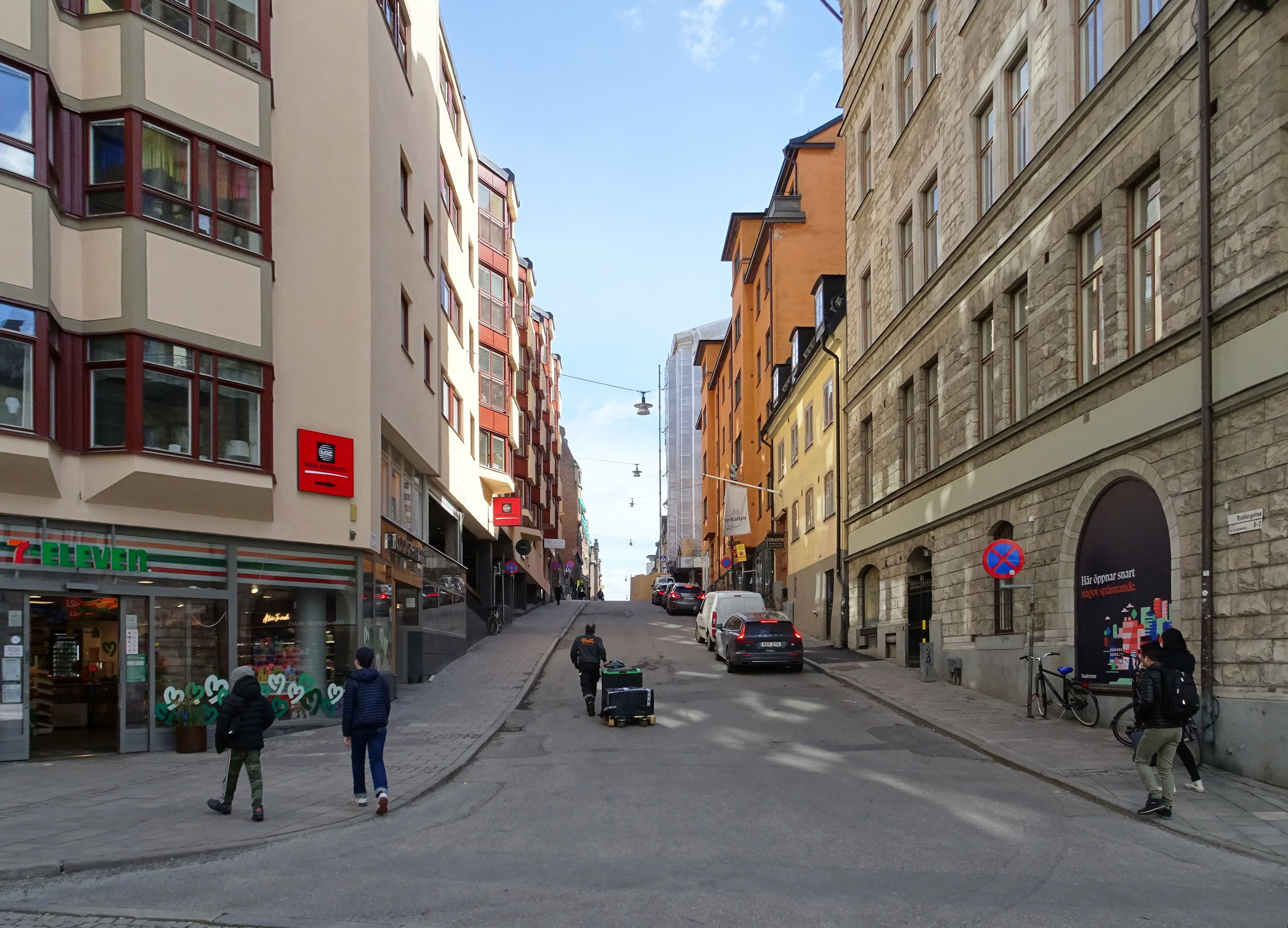
Riddargatan och stigningen uppför gamla Skravelberget, 2021.

Skravelberget var ett mindre berg på nuvarande Östermalm i Stockholm. Bergets stigning märks fortfarande på Riddargatans början och längs med Styckjunkargatan.

## Historik

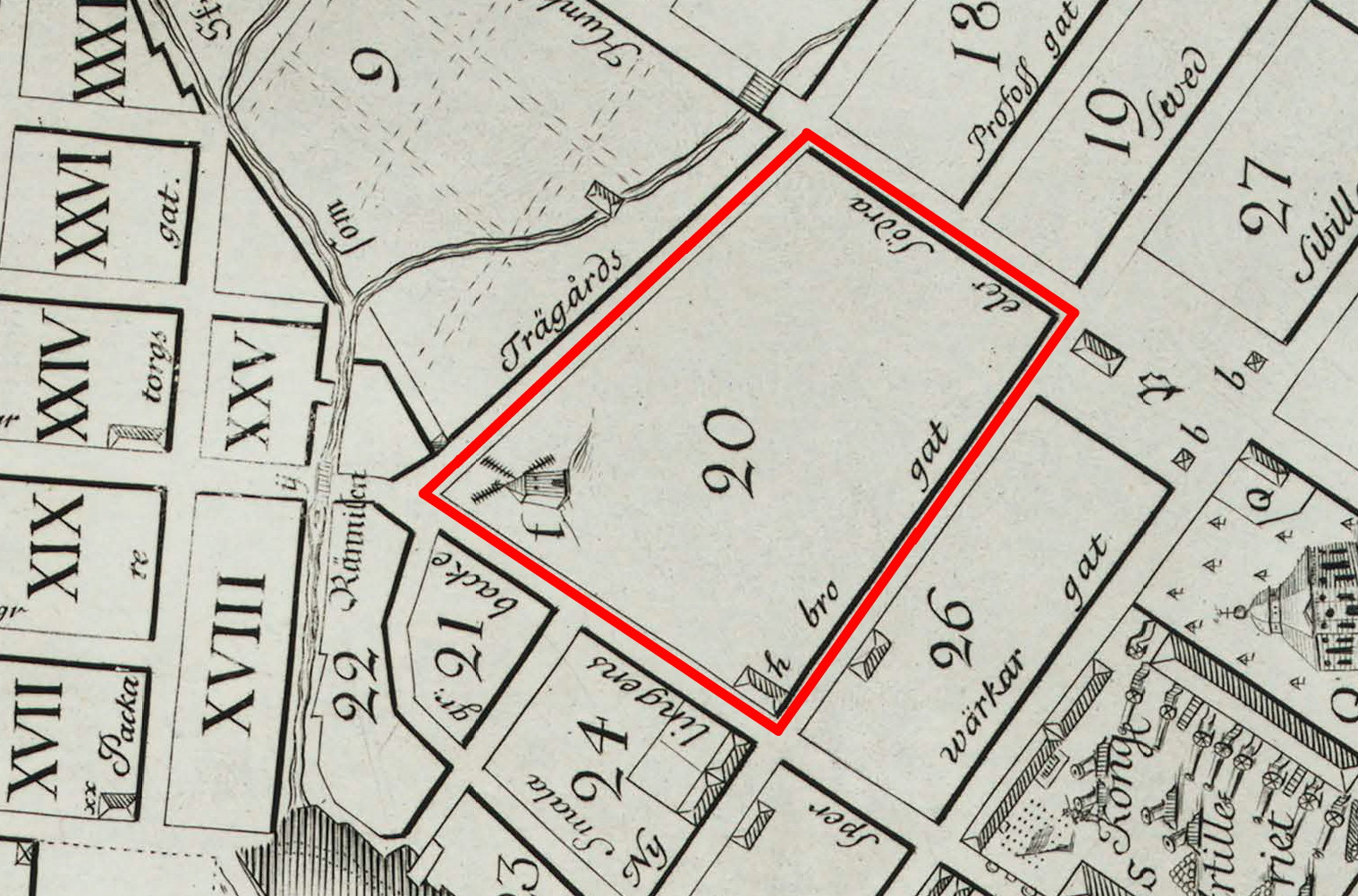
Området på Tillaei karta, 1733. Nr 20 är kvarteret Riddaren med kvarnen Slipan.

Skravelberget låg ungefär där kvarteren Riddaren utbreder sig idag. På 1600-talet omnämns Styckjunkargatan som Stigen uppför berget. 1648 återfinns namnet Schräffleberget vid Ladugårdsbrogatan (nuvarande Nybrogatan).
Förleden i namnet ”Skravelberget” härrör troligen från skravel, en skrovlig kulle av lös sten. Berget var i alla fall så högt att en av Stockholms väderkvarnar placerades på dess topp. Den kallades Slipan och var en stolpkvarn från 1600-talet. Den syns på Petrus Tillaeus karta från 1733 med litt. "f". Berget kallades även Sperlingens backe efter generalmajoren Caspar Otto Sperling som hade ett stenhus här.
På 1950-talet utsprängdes i berget ett av Stockholms befolkningsskyddsrum, kallad Skyddsrummet Skravelberget. Det var planerat att ge skydd åt cirka 12 000 personer. Idag (2020) är anläggningen i dåligt skick och skulle i en krissituation inte kunna iordningställas inom 48 timmar. Bergrummet nyttjas enbart som parkeringsgarage för 140 bilar som drivs av Q-Park under beteckningen “Birger Jarlsgatan 6”.
I närheten fanns ytterligare ett berg kallat Sqvalberget. Det låg lite längre norrut, direkt öster om Humlegården och namngav kvarteret Skvalberget. I stadsingenjören Anders Torstenssons tomtbok från 1668 omnämns området med en anteckning Högt obebyggeligt Bergh. Även det berget var på 1600-talet bebyggt med en väderkvarn kallad Prästan vilken också är inritat på Tillaei karta från 1733. Från berget rann under vårarna ett mindre vattendrag som förenade sig med Rännilen ungefär i korsningen Birger Jarlsgatan / Riddargatan / Grev Turegatan.